# Intrigues (nouvelle)
Pour les articles homonymes, voir Intrigues.
Intrigues est une courte nouvelle humoristique d’Anton Tchekhov, initialement publiée dans la revue russe Les Éclats, numéro 43, du 24 octobre 1887. 

## Résumé
Monologue intérieur du docteur Chélestov dans une petite ville de province. Il doit passer une espèce de jugement devant l’assemblée locale des médecins. Visiblement, on lui en veut.
Il prépare sa défense. Il attaquera donc ses confrères qui ont fait des erreurs médicales, ceux qui sont corrompus, ceux qui couchent avec les femmes des confrères, bref, à l’entendre, ils sont majoritairement incapables ou immoraux. Il prépare un putsch pour prendre la présidence de cette assemblée et, chose essentielle, faire imprimer des cartes de visite : Président de la société des médecins de X. 

## Édition française
- Intrigues, traduit par Édouard Parayre, Bibliothèque de la Pléiade, éditions Gallimard, 1970  (ISBN 2-07-010550-4)